# Campeonato Pernambucano 1989
In 1989 werd het 75ste Campeonato Pernambucano gespeeld voor voetbalclubs uit de Braziliaanse staat Pernambuco. De competitie werd georganiseerd door de FPF en werd gespeeld van 22 februari tot 3 augustus. Náutico werd kampioen.

## Eerste toernooi

### Eerste fase

#### Groep A
| Plaats | Club             | Wed. | W | G | V | Saldo | Ptn. |
| ------ | ---------------- | ---- | - | - | - | ----- | ---- |
| 1.     | Náutico          | 7    | 5 | 1 | 1 | 11:4  | 11   |
| 1.     | Santa Cruz       | 7    | 5 | 1 | 1 | 12:6  | 11   |
| 3.     | Sport do Recife  | 7    | 3 | 4 | 0 | 7:3   | 10   |
| 4.     | Central          | 7    | 4 | 1 | 2 | 7:2   | 9    |
| 5.     | Sete de Setembro | 7    | 2 | 2 | 3 | 3:5   | 6    |
| 6.     | Paulistano       | 7    | 1 | 3 | 3 | 4:7   | 5    |
| 7.     | América          | 7    | 1 | 2 | 4 | 4:10  | 4    |
| 8.     | Santo Amaro      | 7    | 0 | 0 | 7 | 1:12  | 0    |

|  | Play-off |

Play-off
|                   |            |       |         |  |
| 5 april Play-off' | Santa Cruz | 3 – 1 | Náutico |  |
| 5 april Play-off' |            |       |         |  |

### Tweede fase

#### Groep A
| Plaats | Club             | Wed. | W | G | V | Saldo | Ptn. |
| ------ | ---------------- | ---- | - | - | - | ----- | ---- |
| 1.     | Náutico          | 7    | 5 | 2 | 0 | 22:4  | 12   |
| 1.     | Santa Cruz       | 7    | 5 | 2 | 0 | 16:5  | 12   |
| 3.     | Sport do Recife  | 7    | 4 | 3 | 0 | 15:6  | 11   |
| 4.     | Central          | 7    | 2 | 2 | 3 | 7:8   | 6    |
| 5.     | América          | 7    | 2 | 1 | 4 | 12:16 | 5    |
| 6.     | Santo Amaro      | 7    | 2 | 1 | 4 | 5:16  | 5    |
| 7.     | Paulistano       | 7    | 1 | 2 | 4 | 10:19 | 4    |
| 8.     | Sete de Setembro | 7    | 0 | 1 | 6 | 3:16  | 1    |

|  | Play-off                        |
|  | Naar groep B in tweede toernooi |

Play-off'
|                  |         |              |            |  |
| 28 mei Play-off' | Náutico | 1 – 0 (n.v.) | Santa Cruz |  |
| 28 mei Play-off' |         |              |            |  |

#### Groep B
| Plaats | Club                  | Wed. | W | G | V | Saldo | Ptn. |
| ------ | --------------------- | ---- | - | - | - | ----- | ---- |
| 1.     | Estudantes            | 6    | 6 | 0 | 0 | 13:2  | 12   |
| 2.     | Ferroviário do Recife | 6    | 3 | 0 | 3 | 10:6  | 6    |
| 3.     | Atlético Caruaru      | 6    | 3 | 0 | 3 | 8:9   | 6    |
| 4.     | Íbis                  | 6    | 0 | 0 | 6 | 2:16  | 0    |

|  | Naar groep A in tweede toernooi |

### Finale eerste toernooi
|               |            |       |         |  |
| 25 mei Finale | Santa Cruz | 1 – 0 | Náutico |  |
| 25 mei Finale |            |       |         |  |

## Tweede toernooi

### Eerste fase

#### Groep A
| Plaats | Club             | Wed. | W | G | V  | Saldo | Ptn. |
| ------ | ---------------- | ---- | - | - | -- | ----- | ---- |
| 1.     | Náutico          | 14   | 9 | 5 | 0  | 30:3  | 23   |
| 2.     | Central          | 14   | 9 | 5 | 0  | 27:5  | 23   |
| 3.     | Sport do Recife  | 14   | 8 | 5 | 1  | 25:8  | 21   |
| 4.     | Santa Cruz       | 14   | 8 | 2 | 4  | 34:14 | 18   |
| 5.     | Estudantes       | 14   | 2 | 5 | 7  | 11:17 | 9    |
| 6.     | América          | 14   | 2 | 5 | 7  | 13:28 | 9    |
| 7.     | Sete de Setembro | 14   | 3 | 0 | 11 | 4:33  | 6    |
| 8.     | Paulistano       | 14   | 0 | 3 | 11 | 4:40  | 3    |

|  | Play-off                     |
|  | Naar groep B in seizoen 1990 |

Play-off
|                  |         |       |         |  |
| 5 april Play-off | Náutico | 3 – 0 | Central |  |
| 5 april Play-off |         |       |         |  |

#### Groep B
| Plaats | Club                  | Wed. | W | G | V | Saldo | Ptn. |
| ------ | --------------------- | ---- | - | - | - | ----- | ---- |
| 1.     | Santo Amaro           | 6    | 3 | 3 | 0 | 13:7  | 9    |
| 2.     | Ferroviário do Recife | 6    | 1 | 5 | 0 | 12:8  | 7    |
| 3.     | Atlético Caruaru      | 6    | 2 | 2 | 2 | 10:12 | 6    |
| 4.     | Íbis                  | 6    | 0 | 2 | 4 | 2:10  | 2    |

|  | Naar groep A in seizoen 1990 |

## Finale
|                          |         |       |            |  |
| 27 juli Eerste wedstrijd | Náutico | 0 – 0 | Santa Cruz |  |
| 27 juli Eerste wedstrijd |         |       |            |  |

|                          |            |       |         |  |
| 31 juli Tweede wedstrijd | Santa Cruz | 1 – 1 | Náutico |  |
| 31 juli Tweede wedstrijd |            |       |         |  |

|                            |            |       |         |  |
| 3 augustus Derde wedstrijd | Santa Cruz | 1 – 2 | Náutico |  |
| 3 augustus Derde wedstrijd |            |       |         |  |

## Kampioen
| Campeonato Pernambucano de 1989 |
| Pernambuco                      |
| ------------------------------- |
| NÁUTICO Kampioen (18° titel)    |